# Tai Kang
En la zona de Henan, se lo conoce bajo el nombre de Taikang.
Tai Kang (太康) fue el tercer rey de la dinastía legendaria Xia. Era el hijo de Qǐ.
Tai kang era un amante de la caza, a la cual se dedicaba con más entusiasmo que a las propias funciones de estado, por lo cual la tradición oral no lo recuerda como un buen gobernante, sino más bien como un gobernante ausente.
Tomó el trono en el año de Guiwei (癸未) y estableció su capital en Zhenxun (斟寻).
Tai Kang gobernó aproximadamente durante 19 años hasta que perdió el trono. Moriría 10 años más tarde según las Memorias históricas, o 4 años más tarde, según los Anales de bambú, ahogado en un lago.
Su sucesor fue Zhòng Kāng.